# Carrot Top
Scott Thompson (25 de febrero de 1965) conocido por su nombre artístico, Carrot Top, es un comediante estadounidense, conocido por su pelo pelirrojo brillante (lo que le da el apodo), comedia situacional y mucho humor acerca de sí mismo. Desde julio de 2008, tiene su propio programa en el hotel Luxor, en Las Vegas, Nevada; el cual renovó contrato con el hotel hasta el año 2025. Más recientemente ha adquirido cierta fama por su aumento espectacular de musculatura, y cambio facial gracias a la cirugía.

## Primeros años
Carrot Top nació y se crio en Cocoa, Florida donde su padre, Lawrence Thompson, era un científico de la NASA durante la era de los Proyectos Géminis y Apollo. también vivió en la cercana ciudad de Orlando, y en Austin, durante parte de su juventud. En 1983, curso la educación secundaria en la Cocoa High School, y se inscribió más tarde ese año en Florida Atlantic University en Boca Ratón, Florida. Cuando todavía cursaba primer año, tuvo su primera aparición de comediante. Dos meses después, tuvo una presentación en el campus, en una noche de representaciones gratuitas.

## Carrera
Ha aparecido como invitado especial en los siguientes programas: Larry the Cable Guy's Christmas Spectacular, Gene Simmons Family Jewels, Criss Angel Mindfreak, Scrubs (2006), and Tugger: The Jeep 4x4 Who Wanted to Fly (2005). También apareció en Family Guy, The George Lopez Show, Howard Stern, Jimmy Kimmel, Craig Ferguson, Don't Forget the Lyrics,  Live with Regis & Kelly y The Tonight Show. Sus actuaciones en películas incluyen  1998 film Chairman of The Board, y sirvió como figura pública en los comerciales 1-800-CALL-ATT.  De 1995 a 1999 fue el presentador para Cartoon Network.  En 2002, grabó una canción y comentarios para la película de Roger Avary The Rules of Attraction.  En 2006, apareció en el episodio de Reno 911! "Weigel's Pregnant" como una versión enfurecida de sí mismo que destruyó su cuarto de hotel y se resistió al arresto. En 2008, fue un juez invitado para Last Comic Standing en un concierto donde los invitados tenían que hacer prop comedy en una tienda Bed, Bath and Beyond utilizando los productos de la tienda, con tan solo 1 hora para prepararse.
Carrot Top produjo y participó en un show en horario matinal de Cartoon Network llamado Carrot Top's AM Mayhem de 1994-1996. Cuando este programa se dobló al español latino, el pseudónimo de Carrot Top se tradujo como Fosforito.
Carrot Top ha sido parodiado en incontables ocasiones. Algunos ejemplos incluyen Mr. Show (en el que David Cross aparece como  "Blueberry Head"), King of the Hill ("Celery Head"), Family Guy ("Carrot Scalp"; también hizo una aparición de invitado como el mismo en el episodio  "Petergeist"), y MADtv ("Broccoli Top").
Desde el 2008 es el artista anfitrión en el hotel Luxor de las Vegas, y se encarga de varios shows de comedia variados cuando su show principal no está en cartel.

Su rutina de comedia incorpora docenas de props (chistes con objetos) almacenados en grandes baúles en el escenario. Sus chistes de objetos consisten regularmente en sacar el objeto, describirlo de manera sencilla y después deshacerse del objeto. La mayoría de sus objetos están especialmente construidos para conseguir maximizar lo gracioso de la idea en el objeto.
En 2009 hizo una breve aparición de su imagen en la película "The Hangover" trama que se desarrolla en la reconocida ciudad de Las Vegas, Nevada y esto habla de su reconocimiento como figura pública en el ambiente del espectáculo mundial.
El 16 de enero, apareció en el reality show de juegos "Don't Forget The Lyrics" donde ayudó a los ilusionista Penn and Teller en su búsqueda por el premio de un millón de dólares. También fue uno de los participantes en el show especial de Comedy Central"Roast of Flavor Flav" y "Gene Simmons Roast". También apareció en el reality show The Bad Girls Club.

## Reconocimientos
- American Comedy Award: "Best Male Sit-Down Turn Around Bop Your Head Onto The Ground Comedian", 1994.